# 海岸町 (函館市)

初代函館駅所在地の碑（2004年8月）

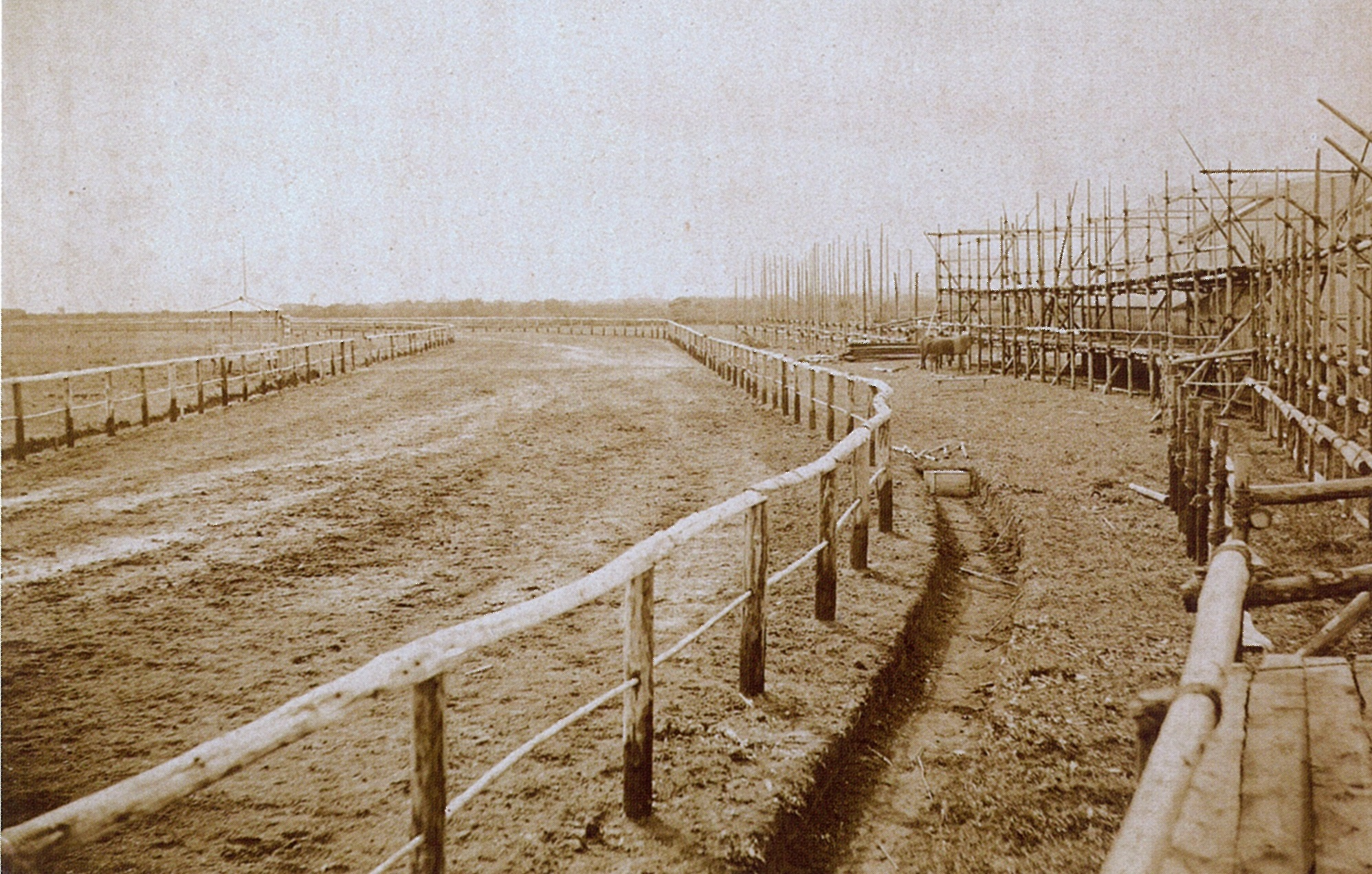
建設中の函館海岸町競馬場

海岸町（かいがんちょう）とは北海道函館市の町丁である。郵便番号は040-0061。

## 概要
函館市の旧市街地が乗る砂州上の函館港寄りにある町丁である。海岸に沿っていることから命名され、1869年（明治2年）9月にはこの地名があった。1873年（明治6年）5月に龜田村から函館区に編入した。編入前は龜田村と箱館（函館区）との境界であり、箱館側の境界地は一本木または一本木村と呼ばれた。境は通称松川街道と呼ばれる五稜郭築城の際の工事道路の入口付近。かつては大下水の流れがあり、若松橋という橋がかけられていた。亀田側の当町丁は、明治以前は漁師の納屋がある程度で家はなく、明治15、16年頃でも家が5、6軒しかなかった。排水状況が悪く道は悪路で3日ほど雨が降り続けると泥のようになり通行が困難であったが、馬や馬車による地方から箱館への通行が多く、特に10月末から11月の大根の輸送時は荷馬車が一日1200台も通行した。1879年（明治12年）に開拓使が農業仮博覧会を開催、北海共同競馬会社がその施設を借りて1883年（明治16年）に函館海岸町競馬場が開設され、1896年（明治29年）に現在の日本中央競馬会函館競馬場がある亀田郡湯川村字柏野（現、函館市駒場町）に移転した。
1902年（明治35年）から1904年（明治37年）まで、函館駅があった町丁である。当初現在地の若松町に駅を設ける計画だったが、鉄道を敷設すると交通上危険であるとの一部の住民の意見を取り入れた。函館駅の移転後は亀田駅と改称したが、1908年（明治41年）3月に焼失した。なお、1962年（昭和37年）12月10日に国鉄青函船舶鉄道管理局（当時）や鉄道友の会が「旧函館駅所在地」及び「函館本線0マイル地点」を示す記念碑を設置したが、旧駅舎跡周辺が宅地化されるなどの情勢の変化により、1990年（平成2年）に現在の函館市青函連絡船記念館摩周丸のある旧函館桟橋を再活用した函館シーポートプラザへ移設された。
1911年（明治44年）3月23日に140戸を焼失する大火が発生している。
鉄道工場、狭かった函館駅、機関庫の影響で同町の踏切が頻繁に降り、馬車が20数台並ぶことも珍しいことではなかった。1924年（大正13年）1月4日に線路が新線に切り替えられ、不便が解消した。
1931年（昭和6年）9月、この方面の町名大改正の際、一部を万代町へ譲った。
公選函館市長の坂本森一は就任の嬉しさのあまり連絡船を待てず、漁船に乗って町内に上陸した逸話が残っている。

### 年表
- 1873年（明治6年）5月 - 龜田村より函館区に編入。函館区海岸町
- 1879年（明治12年） - 第2回農業仮博覧会が開催される
- 1883年（明治16年） - 函館海岸町競馬場（のちの函館競馬場）が開場
- 1896年（明治29年） - 函館海岸町競馬場が湯川村に移転
- 1898年（明治31年）9月 - 函館港第1防砂堤竣工[18]
- 1902年（明治35年） - 函館駅（初代）開業[9]
- 1904年（明治37年）7月1日 - 現・函館駅延伸開業により函館駅（初代）を亀田駅に改称[9]
- 1908年（明治41年）3月 - 亀田駅焼失[10]
- 1911年（明治44年）3月23日 - 大火発生
- 1913年（大正2年）10月30日 - 海岸町停留場開業[19]
- 1922年（大正11年）
  - 8月1日 - 函館区が市制施行。函館市海岸町
  - 月日不明 - 内務省、亀田村内から若松町停留所までの国道を人道と車道を区別する道路改修を行う[20]
- 1923年（大正12年）
  - 10月15日 - 函館測候所（現・函館地方気象台）、高砂町（現・若松町）より移転。住所は函館市海岸町埋立地
  - 12月10日 - 函館測候所敷地内に検潮所を新設[21]
- 1924年（大正13年）1月4日 - 海岸町踏切廃止
- 1925年（大正14年）12月10日 - 検潮所の導水管が故障したために町内築港船入澗に検潮所を移転[21]
- 1931年（昭和6年）9月 - 一部を万代町へ
- 1940年（昭和15年）9月1日 - 函館測候所（現・函館地方気象台）、龜田村（現・函館市美原三丁目）に移転
- 1943年（昭和18年）10月1日 - 検潮所、函館海洋気象台（現・函館地方気象台）の観測業務に編入[21]
- 1946年（昭和21年）- 中央ふ頭着工[22]
- 1968年（昭和43年）- 中央ふ頭に港湾合同庁舎新築落成[22]
- 1971年（昭和46年）- 中央ふ頭竣工[22]
- 1984年（昭和59年） - 北海道警察函館西警察署が函館市大町より移転してくる[23]
- 1993年（平成5年）4月1日 - 函館市交通局（現・函館市企業局交通部）本線の廃止に伴い海岸町停留場廃止[19]
- 1997年（平成9年）3月27日 - 函館湾岸大橋(ともえ大橋)第1工区共用開始[24][25]

## 主な施設
- 公共施設
  - 函館税関
  - 函館地方気象台検潮所
  - 北海道警察函館西警察署
- 道路
  - 国道5号
  - 函館湾岸大橋（ともえ大橋）
- 金融機関等
  - 函館海岸郵便局

## かつてあった主要施設
- 公共施設
  - 函館測候所 - 現・函館地方気象台
- 交通
  - 函館駅（初代） -　亀田駅
  - 函館市交通局
    - 海岸町停留場
- 商業・娯楽施設
  - 函館海岸町競馬場